# Siegfried Rataizick
Siegfried Rataizick (auch Rataizik;:31, Fn. 38 * 29. Mai 1931 in Halle (Saale); † 10. Juli 2023) war von 1963 bis 1989 Leiter der Untersuchungshaftanstalt Berlin-Hohenschönhausen und Chef der zentralen Gefängnisverwaltung des Ministeriums für Staatssicherheit (MfS). Als solcher war er verantwortlich für die Verwahrung von Spionen und Tausenden verhafteten DDR-Oppositionellen.

## Kindheit und Jugend
Rataizick wurde 1931 als uneheliches Kind in Halle an der Saale geboren. Er wuchs nicht bei seiner Mutter auf.:292 Zur Herkunft seiner Mutter verschwieg Rataizick in einem Fragebogen des MfS, dass diese eine 1931 verurteilte Strafgefangene war. Nach 1989 gab er mehrfach an, seine Mutter sei 1939 im Konzentrationslager Waldheim gestorben. Sein Pflegevater war Lokführer. Von 1937 bis 1945 besuchte er die Volksschule in Glesien und nahm anschließend eine Lehre und Arbeit als Klempner auf. Später arbeitete er als Schleifer, ab 1950 als Kraftfahrer. 1946 trat Rataizick der FDJ bei, fünf Jahre später auch der SED.

## Laufbahn im Ministerium für Staatssicherheit
Im Jahr 1950 trat er im Alter von 20 Jahren in den Dienst des MfS. Anfangs war er Wachmann in der Länderverwaltung Sachsen-Anhalt, ab Ende 1951 als Wärter im Kellergefängnis in Berlin-Hohenschönhausen tätig. Schrittweise arbeitete er sich dort zum Sach-, später Hauptsachbearbeiter der Haftabteilung (Abteilung XIV) hoch. 1953 wurde er zum Leutnant befördert und übernahm 1956 kommissarisch die Leitung des Referates 1. 1957/58 besuchte er die Bezirksparteischule der SED in Bad Blankenburg. Danach wurde er Oberleutnant und Referatsleiter. Der gestiegene Personalbedarf des MfS infolge des Mauerbaus begünstigte Rataizicks beruflichen Aufstieg. 1963 wurde er zum Chef der Abteilung XIV – und damit der zentralen Verwaltung der 17 MfS-Untersuchungshaftanstalten – ernannt. Bereits am 1. Oktober 1962 hatte er diesen Posten als kommissarischer Nachfolger des entlassenen Hans Bialas übernommen. Anders als seine beiden Amtsvorgänger, Paul Rumpelt und Hans Bialas, die als alte, kampferprobte Kommunisten der Weimarer Republik mit eigener Hafterfahrung dem üblichen soziologischen Profil der MfS-Haftwächter entsprachen, gehörte er der späteren, sogenannten Aufbau-Generation an, deren Sozialisation mit der Kindheit im NS-Regime begonnen hatte und in der das MfS in seiner Aufbauphase vorrangig Kader warb.:51  Für Elisabeth Martin ist er ein „typischer Vertreter“ der MfS-Mitarbeiter dieser Generation, die – oft aus sozial unterprivilegierten Verhältnissen und arbeitslos – schnell und ohne formale Ausbildung mit „außerordentlich gute[n] Aufstiegschancen“ in den MfS-Apparat aufgenommen wurden.:156 f., 416 Mit Rataizicks Amtsantritt kam langjährige Kontinuität in die Abteilung.:51
Ab 1963 besuchte er die Zentrale Abendschule des Ministeriums des Innern der DDR und wurde zum 15. Jahrestag der DDR am 7. Oktober 1964 zum Major befördert. Ein vierjähriges Fernstudium an der Humboldt-Universität zu Berlin schloss er 1968 als Diplom-Kriminalist mit der Note „gut“ ab. Die dortige Kriminalistik-Sektion war eine vom MfS gesteuerte Kaderschmiede.:146 Zum 20. Jahrestag der MfS-Gründung am 8. Februar 1970 wurde er zum Oberst befördert. 1984 wurde er mit einer sogenannten Kollektivdissertation über Die aus den politisch-operativen Lagebedingungen und Aufgabenstellungen des MfS resultierenden höheren Anforderungen an die Durchsetzung des Untersuchungshaftvollzugs und deren Verwirklichung in den Untersuchungshaftanstalten des MfS mit weiteren MfS-Offizieren an der Hochschule des Ministeriums für Staatssicherheit zum Dr. jur. promoviert. Die Dissertation war 1986 Grundlage der internen Dienstanweisung des MfS über den Untersuchungshaftvollzug. Trotz dieser Promotion wurde er nicht in den Rang eines Generals befördert, wie es beim MfS für Hauptabteilungsleiter oder Offiziere in vergleichbaren Positionen üblich war. Seine Vorgesetzten bescheinigten ihm Gewissenhaftigkeit und Kompromisslosigkeit; er erhielt 42 Belobigungen und Auszeichnungen. Im Zuge der Auflösung des MfS wurde er im Januar 1990 entlassen.

## Nach der Wiedervereinigung
Nach der deutschen Wiedervereinigung und der Auflösung ihres Behördenapparats hat Rataizick die Zustände in Stasi-Gefängnissen immer wieder verharmlost und gerechtfertigt. Er hat bestritten, dass dortige Gefangene psychologischer Folter und Schikanen ausgesetzt waren, und sie laut Karl Wilhelm Fricke diskriminiert und verhöhnt. Hubertus Knabe bezeichnet Rataizick als überzeugten Hardliner, der keine Zweifel an der Richtigkeit seines Tuns hatte.:44 So unterzeichnete er im März 2001 zusammen mit 22 weiteren ehemaligen hochrangigen MfS-Offizieren einen offenen Brief in der Jungen Welt, in dem sie die angebliche „Hexenjagd“ auf ehemalige Mitarbeiter des MfS anprangerten,:284 und 2002 erklärte er dem Tagesspiegel: „Ich möchte keinen Tag missen, würde es jederzeit wieder machen“. Als einer von neun ehemaligen MfS-Mitarbeitern kam Rataizick 2003 in dem Film Das Ministerium für Staatssicherheit – Alltag einer Behörde von Christian Klemke und Jan Lorenzen zu Wort. 2010 berichtete er ausführlich über seine Arbeit im Dokumentarfilm „Sag mir, wo Du stehst“ von Anja Reiß und Márk Szilágyi.:31 Rataizick war Mitglied der Gesellschaft zur Rechtlichen und Humanitären Unterstützung, in der sich ehemalige MfS-Mitarbeiter und andere DDR-Funktionäre zusammengeschlossen haben. Der Politikwissenschaftler Eckhard Jesse konstatiert, dass es dieser Organisation um primitive DDR-Apologie gehe.
2013 wurden in der Gedenkstätte Hohenschönhausen Rataizicks Diensträume originalgetreu wiederhergestellt, laut Hubertus Knabe, „um den genauen Eindruck jener Schaltzentrale zu vermitteln, wo alle Fäden zusammenliefen“. Nach Knabes Angaben erschien Rataizick 2019 persönlich, um Knabes Auszug aus der Gedenkstätte triumphierend zu beobachten, nachdem dieser von Berlins Kultursenator Klaus Lederer (Die Linke) die Kündigung als deren Leiter erhalten hatte.
Siegfried Rataizick lebte bis zu seinem Tod am 10. Juli 2023 in Berlin. Er wurde 92 Jahre alt.

## Schriften
- Der Untersuchungshaftvollzug im MfS (Abt. XIV im MfS und in den BV). In: Reinhart Grimmer, Werner Irmler, Willi Opitz, Wolfgang Schwanitz (Hrsg.): Die Sicherheit – Zur Abwehrarbeit des MfS. Band 2. edition ost, Berlin 2003, S. 495–519.